# Rezolucija Vijeća sigurnosti UN-a 857
Rezolucijom Vijeća sigurnosti UN-a 857, jednoglasno usvojenom 20. kolovoza 1993., nakon potsjećanja na rezolucije 808 (1993.) i 827 (1993.) i razmatranja nominacija za suce Međunarodnog kaznenog suda za bivšu Jugoslaviju koje je primio glavni tajnik Butros Butros-Gali prije 16. kolovoza 1993. vijeće je utvrdilo listu kandidata u skladu s s člankom 13 Statuta Međunarodnog suda.
Popis nominacija bio je sljedeći:
- Georges Michel Abi-Saab (Egipat)
- Julio A. Barberis (Argentina)
- Raphael Barras (Švicarska)
- Sikhe Camara (Gvineja)
- Antonio Cassese (Italija)
- Hans Axel Valdemar Corell (Švedska)
- Jules Deschênes (Kanada)
- Alfonso De Los Heros (Peru)
- Jerzy Jasinski (Poljska)
- Heike Jung (Njemačka)
- Adolphus Godwin Karibi-Whyte (Nigerija)
- Valentin G. Kisilev (Ruska Federacija)
- Germain Le Foyer De Costil (Francuska)
- Li Haopei (Kina)
- Gabrielle Kirk McDonald (SAD)
- Amadou N'Diaye (Mali)
- Daniel Nsereko (Uganda)
- Elizabeth Odio Benito (Kostarika)
- Huseyin Pazarci (Turska)
- Moragodage Christopher Walter Pinto (Šri Lanka)
- Rustam S. Sidhwa (Pakistan)
- Ninian Stephen (Australija)
- Lal Chan Vohrah (Malezija)

## Vanjske poveznice
| Wikizvor | Engleski Wikizvor ima izvorni tekst na temu: United Nations Security Council Resolution 857 |

- Text of the Resolution at undocs.org